# Вільям Роша Батіста
Ві́льям Ро́ша Баті́ста (порт. William Rocha Batista, нар. 27 липня 1980, Сан-Паулу) — бразильський футболіст та тренер. 

## Кар'єра
Свою європейську кар'єру Вільям Роша Батіста починав у болгарському чемпіонаті. Закріпитися у головному складі «Левскі» у сезоні 2001/02 завадила травма та обов'язкова операція. Другу половину першості він грав в оренді за «Спартак» (Плевен), де зумів забити 1 м'яч.
Сезон 2004/05 Батіста почав у чеській команді «Опава», яка лише попереднього року, зайнявши 12-е місце, закріпилася у найвищій лізі Чехії. Бразилець став найкращим бомбардиром команди, забивши за перше коло 5 голів. Разом ним у клубі грав український півзахисник Сергій Пшеничних, який теж переїхав до України по закінченні 1-го кола (до «Борисфена»). У другому колі «Опава» без свого найкращого нападника опустилася на останнє місце і залишила найвищий дивізіон. Першу гру у складі «Карпат» провів 17 березня 2005 року у першій лізі проти харківського «Арсеналу».
Наяскравіше нападник проявив своє уміння забивати важливі голи у Кубку України 2005/06. В матчі 1/16 він забив єдиний гол у ворота «Чорноморця». Наступні дві гри львів'яни теж проводили на власному полі, як команда нижчого дивізіону («Карпати» тоді грали у першій лізі). Перемоги у 1/8 над «Шахтарем» (Донецьк) (1:0) та у чвертьфіналі над «Ворсклою» (Полтава) (1:0) теж стали результатами його влучних ударів. Батістою зацікавився швейцарський «Тун», який того сезону грав у Лізі Чемпіонів (сенсаційно обігравши у кваліфікації «Динамо» (Київ)), але переговори закінчилися на рівні агентів гравця. У Кубку України «Карпати», зрештою, вилетіли у півфіналі, поступившись київським «динамівцям». Окрім кубкових успіхів цього сезону львівська команда зайняла 2-ге місце у першій лізі та вийшла до найвищого дивізіону.
У вищій лізі 2006/2007 бразилець забив 10 голів, ставши найкращим бомбардиром свого клубу у сезоні та лише на 3 м'ячі віставши від найкращого голеадора чемпіонату Олександра Гладкого. Влітку 2007 р. під час опитування футбольного інтернет-видання football.ua на найкращого гравця чемпіонату України 2006/07 Вільям Роша Батіста посів 5-те місце.
Нападник дедалі рідше виходив на поле у першій половині сезону 2007/08. Керівництво львівського клубу заявило, що він знизив вимоги до себе та порушував спортивний режим. Його та білоруського півзахисника Олексія Сучкова у січні 2008-го продали до вищолігового «Харкова».
Із січня 2009 року знаходився в оренді в азербайджанському «Баку», грав у єврокубках. У серпні 2009 року у футболіста закінчився термін контракту і він прийняв пропозицію повернутися у львівські «Карпати».
У квітні 2010 забив єдиний гол у ворота «Динамо» (Київ), що дозволив «Карпатам» перемогти динамівців уперше з 2000 року.
У квітні 2012 перейшов у київську «Оболонь» за яку відіграв одну гру, та покинув клуб.
3 липня 2018 року він ввійшов до тренерського штабу ФК Львів . 

## Стиль гри
Масивний нападник, який вдало діє на вістрі атак та в повітрі, хоча залежить від пасів півзахисників. Має сильний і точний ближній удар, часто перетримує м'яча та марнує гольові нагоди, намагаючись зіграти не лише ефективно а й ефектно. Не цурається відбирання м'яча у середині поля, але через не надто делікатну гру часто отримує попередження від суддів. 

## Титули та досягнення
- Чемпіон Азербайджану: 2009